# Адалимовка
Адалимовка (укр. Адалимівка) — село,
Малоалександровский сельский совет,
Верхнеднепровский район,
Днепропетровская область,
Украина.
Код КОАТУУ — 1221086602. Население по переписи 2001 года составляло 181 человек.

## Географическое положение
Село Адалимовка находится у истоков реки Саксагань,
ниже по течению примыкает село Саксагань.
На расстоянии в 0,5 км расположены город Верховцево и село Петровка.
Рядом проходит железная дорога, станция Платформа 114 км.